# The Riff
«The Riff» es un sencillo de la banda Lordi, que fue publicado el 8 de febrero de 2013. Es el primer sencillo del álbum To Beast Or Not To Beast. De esta canción también se hizo un videoclip, grabado en el supermercado Albert de Praga, protagonizado por la playmate Dominika Jandlova y dirigido por Martin Müller.
Mr. Lordi presenta la canción de la siguiente forma:

Recibí una llamada de Mr. Muerte esta mañana. Esas letras se escuchará en el próximo sencillo de Lordi, "The Riff". En la canción la parca toma el protagonismo del narrador de la canción para dar un paseo. ¡Prometo que la canción sonará más heavy que cualquier otra canción lanzada de Lordi!

## Lista de canciones
- «The Riff» (03:44)

## Créditos
- Mr. Lordi (vocalista)
- Amen (guitarra)
- OX (bajo)
- Mana (batería)
- Hella (piano)